# Lasiurus ebenus
Lasiurus ebenus là một loài động vật có vú trong họ Dơi muỗi, bộ Dơi. Loài này được Fazzolari-Corrêa miêu tả năm 1994.